# Carnaval in Nederlands-Limburg
Carnaval in Nederlands-Limburg (Limburgs: Vastelaovend) is een Rijnlandse vorm van de carnavalsviering. Carnaval in Limburg wijkt af van carnaval in de rest van Nederland doordat het carnaval in Limburg gebaseerd is op dat van Keulen (Rijnlands carnaval), terwijl dat van het grootste deel van Nederland gebaseerd is op het bourgondisch carnaval. Daarnaast vormen dialectmuziek en tradities voor een onderscheidende vorm van carnaval.

## Tradities

### De Elfde van de elfde
Op 11 november wordt het begin van het carnavalsseizoen ingeleid. In veel plaatsen worden rond de elfde van de elfde de eerste vergaderingen van de Raden van Elf gehouden, ter voorbereiding op de komende periode. In sommige plaatsen wordt op de elfde van de elfde de prins uitgeroepen, in andere plaatsen gebeurt dit begin januari.
Op elfde van de elfde vindt in Limburg een groot volksfeest plaats, dat tienduizenden bezoekers uit heel Limburg trekt. Dit volksfeest, uitgezonden door L1 en georganiseerd door de Sjeng Kraft Kompenei, vond oorspronkelijk in Maastricht plaats, maar is sinds 2022 verplaatst naar Roermond, omdat in Maastricht te weinig ruimte was voor het aantal bezoekers.

### Buute- en Bonteavonden
Betogen in het plaatselijke dialect worden in verschillende vormen gehouden.
Buuteavonden (Nederlands: tonpraten) worden gehouden door buuteredners, welke een cabaretesk betoog houden in dialect, waarin allerlei actuele zaken de revue passeren. Vaak worden daarbij lokale situaties en bekendheden uit de lokale en regionale politiek op de korrel genomen.
Bonteavonden (ookwel Revueavonden) verschillen van buuteavonden doordat deze bestaan uit toneelspel. Ook tijdens bonteavonden worden vaak lokale situaties en bekendheden uit de lokale en regionale politiek op de korrel genomen. Voor kinderen worden ook bontemiddagen gehouden (welke vaker in de vorm van een musical zijn). Bonteavonden worden plaatselijk ook 'revue-', of 'zittings-' avonden genoemd.

### Boerenbruiloften

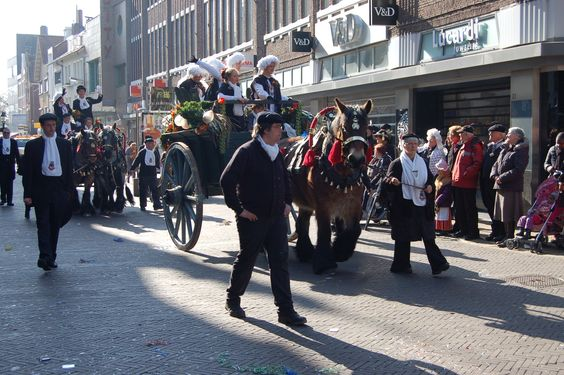
Boerenbruiloft Venlo 2011

In de aanloop naar carnaval worden in veel plaatsen Boerenbruiloften gehouden. Bij deze traditie verkleden mensen zich als boer en trouwen twee stads-, dorps, of wijkgenoten in het onecht. Ze worden gezegend door een (onechte) pastoor en hebben als bruid en bruidegom een gezelschap met zich mee. Net als de prins/ het prinsenpaar, wordt het boerenbruidspaar gekozen binnen een gemeenschap.

### Oudewijvenbals
In de aanloop naar carnaval worden in veel plaatsen zogenaamde Oudewijvenbals gehouden. Bij deze traditie zijn de kroegen en de straten bevolkt door mannen (en vrouwen) die zich als oud wijf verkleden. Niet-verklede mannen en vrouwen die zich tijdens het bal op straat wagen lopen gevaar vernederd en weggejaagd te worden. Tot de ingeburgerde tradities op deze dag behoort soms het afknippen van stropdassen (soms ook schoenveters) bij de mannen. Deze traditie is met name in Zuid-Limburg wijdverbreid. Een bekend ouwwieverbal vindt plaats in Valkenburg. In Venlo heet deze traditie Truujendaag, een naam die vermoedelijk is afgeleid van de legendarische stadsfiguur Gertruid (Truuj) Bolwater, die bij een belegering van de stad het vijandige vaandel buit maakte.

### Gekke Maondaag (vrij lokaal)
In Velden, Lottum en Grubbenvorst bestaat een deels andere traditie omtrent carnaval en carnavalsverenigingen. 
Zie ook: Gekke Maondaag

### Het weekend van carnaval
Bij carnaval ontvangt de Prins Carnaval op de eerste dag van het carnaval de symbolische sleutel van de stad/dorp uit handen van de burgemeester; die drie dagen lang 'de macht' aan hem overdraagt. De rest van de dagen wordt feestgevierd, worden optochten gehouden en zijn er verschillende festiviteiten zoals de Brand Beer Boetegewoeëne Boetezitting (Venlo), Sjtasiefestasie (Roermond), Sjolefestasie (Roermond), de Boonte Störm (Maastricht) en nog veel meer.

### Aswoensdag
Op Aswoensdag wordt er in veel lokale cafés het haringhappen georganiseerd. Aswoensdag is de afsluiting van het carnavalsseizoen

## Gebruiken

### Kleding

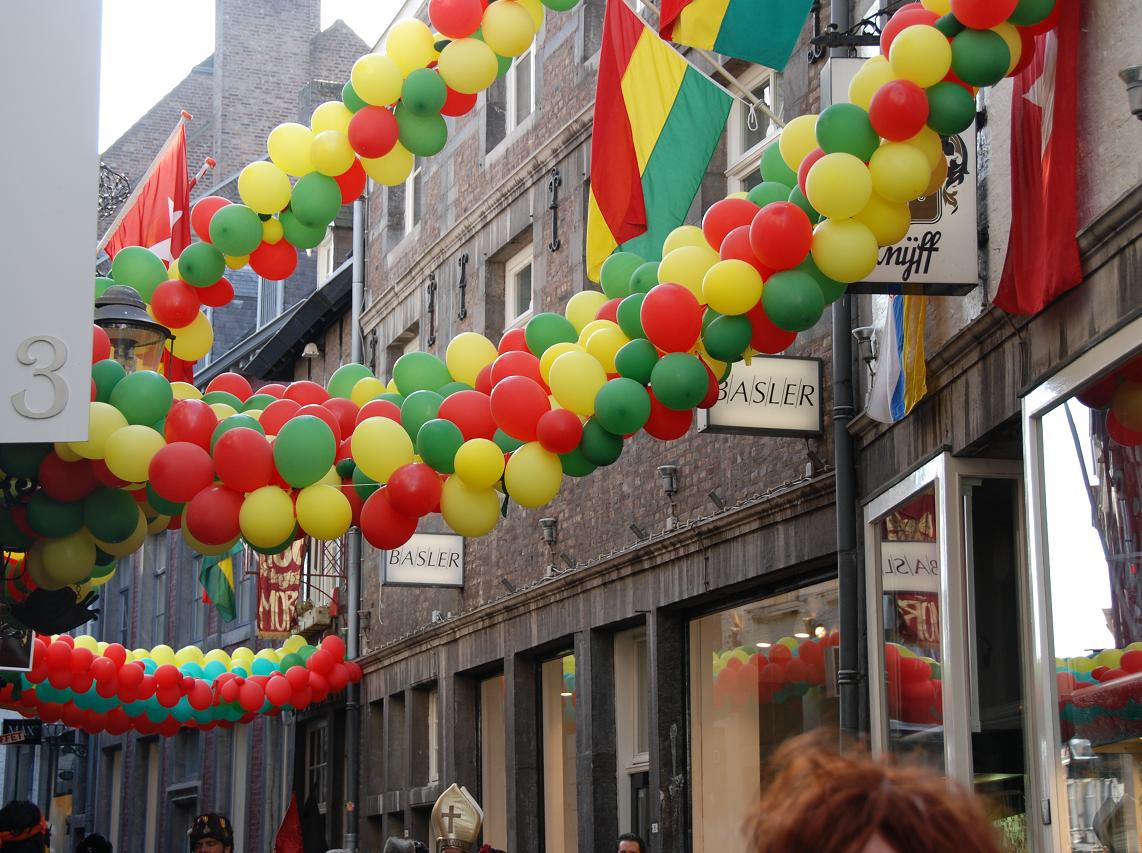
Staatversiering tijdens carnaval.

Traditionele carnavalskleding bestaat uit uitgebreide kostuums. Sommigen kopen een thematisch kostuum kant-en-klaar in een feestwinkel, anderen maken hun kostuums zelf. Sommige carnavalsvierders besteden veel tijd en geld aan een origineel kostuum. Omdat het Rijnlands carnaval deels in de openlucht plaatsvindt, is de carnavalskleding vaak warmer. Een deelnemer aan het  carnaval in Limburg zal niet snel een gewone jas over zijn of haar kostuum dragen; hooguit warme kleding eronder. Tot de jaren '50/'60 waren maskers populair in Limburg; tegenwoordig geven de meeste mensen de voorkeur aan schmink. Daarnaast worden er in Limburg speldjes en medailles gedragen tijdens de carnaval, dit om te laten zien waar iemand vandaan komt, waar iemand bijhoort of voor de sier.

### Versieringen
Het Rijnlands carnaval kent traditioneel drie kleuren, die men tijdens het carnaval overal terugziet: rood, geel en groen. In Limburg worden, straten versiert in deze kleuren en in de kleuren van de plaatselijke carnavalsvereniging, dit onder andere door middel van het uithangen van vlaggen. Tijdens carnavalsevenementen worden confetti en serpentines gegooid. In verschillende plaatsen wordt de woonplaats van de prins vernoemd tot prinsenstraat, deze straat (en het huis van de prins) wordt versiert om te laten zien waar de prins woont. Tijdens festiviteiten als de sjtasiefestasie en de11devande11e nemen mensen plaatsnaamborden (in het dialect) mee, om te laten zien van waaruit ze afgereisd zijn. Ook worden speltjes gedragen met (kleine) plaatsnaamborden erop.

Carnavalsvlag in Limburg (Rood, geel, groen)

### Carnavalsverenigingen
Er zijn twee soorten carnavalsverenigingen in Limburg wagen-bouwende carnavalsverenigingen en carnavalsverenigingen met een prins (en/of prinses).
In veel plaatsen worden grote carnavalsoptochten gehouden met praalwagens, georganiseerd en gemaakt door de wagen-bouwende carnavalsverenigingen, vaak met een bepaald thema, over actualiteiten in de gemeenschap, woordspelingen en/of satire.
Daarnaast wordt Limburg gedomineerd door carnavalsverenigingen met prinsen (en/of prinsessen), die soms een zeer lange traditie hebben. Binnen sommige verenigingen worden functies van vader op zoon doorgegeven. Deze verenigingen, waarvan er soms meerdere per stad of dorp zijn, hebben elk een eigen prins en raad van elf en organiseren voorafgaand of tijdens het carnaval hun eigen feesten voor leden en niet-leden.
Zie ook: Lijst van Carnavalsverenigingen in Limburg

### De Prins en zijn gevolg
Het verschilt per plaats of er enkel een prins, een prinsenpaar of enkel een prinse (prins of prinses) wordt uitgeroepen. Ook het gevolg van de prins verschilt. Hoewel universeel een raad van elf aanwezig is, zijn andere leden van het gevolg verschillend. In de meeste plaatsen heeft de prins een of meerdere adjudanten aan zijn zij, ook hierin verschilt het of dit enkel mannen kunnen zijn of ook vrouwen.
Prins, prinses en/of prinsenparen kunnen (afhankelijk van vereniging en/of plaats) de volgende elementen met zich meehebben:
- Steek (zeer algemeen) met de veer of veren van een koningsfazant. Ook het gevolg draagt een steek, over het algemeen draagt enkel alleen de prins en de vorst een steek. Wanneer een carnavalsvereniging ook een prinses heeft draagt zij gewoonlijk een kroontje.
- Sleutel van de stad/dorp, in veel gevallen in de vorm van een scepter.
- Handschoenen (bij sommige verenigingen)
- Prinsenkostuum (verschillende soorten per vereniging)
- Medaille (of Medalie), worden door de prins uitgereikt aan diegene die belangrijk zijn voor de gemeenschap of voor de prins of prinses persoonlijk.

Gebruiken die afkomstig zijn uit de Limburgs/Rijnlandse traditie zijn bijvoorbeeld het gebruik van salut en alaaf. Wanneer de prins iemand een onderscheiding aan biedt (gewoonlijk als eerbetoon), roept de belangrijkste figuur binnen een carnavalsvereniging (meestal een vorst of voorzitter) salut!, waarna alle aanwezigen de rechterhand naar hun linkerslaap brengen, terwijl de onderscheiding wordt omgehangen. Blaskapellen maken hierbij het 'alaaf-geluid' (een C, gevolgd door een G). Het woord alaaf wordt hierbij gewoonlijk niet gebruikt. Wanneer een toespraak wordt afgesloten wordt het woord wel af en toe gebruikt. Na het uitspreken van het devies van de prins wordt afgesloten met de naam van de vereniging of woonplaats,  gevolgd door alaaf. Bij deze afsluiting, hoort een handgebaar waarbij de rechterhand vanuit de linkerslaap in gestrekte houding naar rechts-voren wordt uitgestrekt. Wanneer dit gebaar voor langere tijd aangehouden wordt, wordt dit als erg beledigend gezien, aangezien het dan overeenkomt met de Hitlergroet.

### Bacchusviering (vrij lokaal)
In de plaatsen Roermond, Horn, Wessem, Buggenum en Beesel bestaat er naast de prins ook een bacchus. Bacchus is een persiflage van de romeinse god van de wijn, dronkenschap en roes, Bacchus. Anders dan bij de prins is er geen protocol voor de bacchus en de bacchusklup (de vereniging waar de bacchus binnen wordt gekozen.

### Muziek
Naast de muziek van blaaskapellen, zijn er in Limburg veel lokale en provinciale muziekkonkoeren en wordt tijdens het carnavalsseizoen voornamelijk Limburgstalige muziek gedraaid. Het bekendste muziekkonkoer is het LVK, waar ook een kinder (KVL) en tienerversie (TVK) van bestaat. Er vinden veel muziek-gerelateerde evenementen plaats. In Limburg wordt de term 'carnavalskraker' zelden tot nooit gebruikt, men spreekt eerder van carnavalsliedjes of carnavalsmuziek.
Zie ook: Lijst van Limburgstalige muzikanten

### Dans
Tijdens carnaval wordt in Limburg gedanst, hoewel vrijwel alle dansen bij carnaval mogelijk zijn, zijn er een aantal dansvormen die met de traditie verweven zijn. Net als in de rest van Nederland wordt er tijdens carnaval in Limburg aan de polonaise gedaan. Een dans die typisch is voor de Limburgse carnaval binnen Nederland is sjoenkele (in het Nederlands vrij vertaald: inhaken). Bij sommige carnavalsliedjes is het gebruikelijk elkaar onder de armen te nemen en op en neer te zwaaien. Een deel van de Limburgse carnavalsmuziek leent zich hier erg goed voor deze dans. Een ander fenomeen tijdens de carnavalsperiode zijn de dansmarietjes (in het Nederlands: Majoretten). Sommige verenigingen hebben een groep van dansmarietjes, welke gedurende de carnavalsperiode optreden. Dansmarietjes zijn vrijwel altijd vrouwelijk.

### Zaate Hermenie / Joekskapellen
Bij het Limburgse carnaval is het gebruikelijk dat zogenaamde Zaate Hermeniekes de muziek in de cafés en feestzalen verzorgen. Anders dan in de rest van Nederland treden deze kapellen in Limburg tevens in de buitenlucht op; dit in navolging van de Maastrichtse zate hermeniekes, die voorgaan in het straatcarnaval (Boonte störm). Plaatselijk zijn verschillende benamingen voor deze kapellen, zoals 'boerenkapel', 'blaaskapel' en 'joekskapel' (Noord- en delen van Midden-Limburg), de meest gebruikte benaming in Limburg is Zaate Hermenie.

## Evenementen
Carnaval gerelateerde evenementen in Limburg zijn:

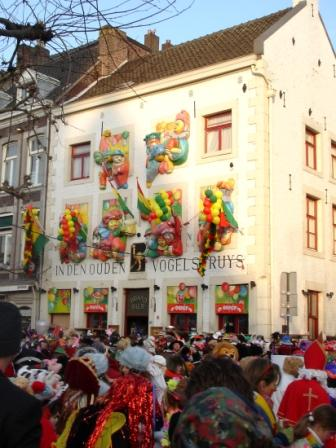
Straatcarnaval in Maastricht.

- Brand Beer Boetegewoeëne Boetezitting of Zoepkoel (BBBZ) (Venlo)
- Boonte Störm (Maastricht)
- Carnavalsoptochten in de gehele provincie
- CMCAlaif
- De11devande11de
- Festilaovend (Roermond)
- Groeëte Gulpener Vastelaoves Finale (GGVF) (Gulpen)
- Kanon van 't Balkon (Sittard)
- Kinjer Vastelaovend Leedjesfestival (KVL)
- Limburgs Kampioenschap Zaate Hermeniekes (LKZH)
- Lokale Zaate Hermenie / Joekskapel konkoers:
  - Groat Waereldsjtad Kapelle Konkoer (GWKK) (Geleen)
  - Zate Hermeniekes Konkoer Maastricht (ZHKM) (Maastricht)
- Limburgs Vastelaovesleedjes Konkoer (LVK)
- Lokale Vastelaovendsleedjes konkoers (deels overlappend):
  - Gelaens Vastelaovesleedjes Konkoer (GVK) (Geleen)
  - Groët Venloos Vastelaoves Leedjes Konkoer (GVVLK) (Venlo)
  - Mestreechter Vastelaovendsleedsjes Konkoer (MVK) (Maastricht)
  - ‘t Katers-Uul-Leedjessjpektakel (KUUL) (Roermond)
  - Midde Limburgs Leedjes Festival  (MLLF) (Midden-Limburg)
  - Parksjtad Leedjes Konkoer (PLK) (Parkstad)
  - Peel & Maas Liedjesfestival (P&M) (Peel en Maas)
  - Pielhaas Liedjesfestival (Venray)
  - Wieërter Vastelaovendj Lidjes Festival (WVLF) (Weert)
  - Zittesj Vastelaovesleidjes Konkoer (ZVK) (Sittard)
- Roetsj & Iensjekke (Venray)
- Sjolefestasie (Roermond)
- Sjtasiefestasie (Roermond)
- Tiener Vastelaovends Konkoer (TVK)
- Wieërt A-laaif (Weert)